# Перрі (Арканзас)
Перрі (англ. Perry) — місто (англ. town) в США, в окрузі Перрі штату Арканзас. Населення — 262 особи (2020).

## Географія
Перрі розташоване за координатами 35°2′41″ пн. ш. 92°47′36″ зх. д. / 35.04472° пн. ш. 92.79333° зх. д. (35.044755, -92.793451).  За даними Бюро перепису населення США в 2010 році місто мало площу 1,09 км², уся площа — суходіл. В 2017 році площа становила 1,19 км², уся площа — суходіл.

## Демографія
Згідно з переписом 2010 року, у місті мешкало 270 осіб у 108 домогосподарствах у складі 74 родин. Густота населення становила 247 осіб/км².  Було 114 помешкання (104/км²). 
Расовий склад населення:
| - 97,8 % — білих - 0,7 % — корінних американців - 0,4 % — чорних або афроамериканців |

До двох чи більше рас належало 1,1 %. Іспаномовні складали 1,9 % від усіх жителів.
За віковим діапазоном населення розподілялося таким чином: 20,0 % — особи молодші 18 років, 61,5 % — особи у віці 18—64 років, 18,5 % — особи у віці 65 років та старші. Медіана віку мешканця становила 42,3 року. На 100 осіб жіночої статі у місті припадало 91,5 чоловіків;  на 100 жінок у віці від 18 років та старших — 91,2 чоловіків також старших 18 років.
Середній дохід на одне домашнє господарство  становив 46 665 доларів США (медіана — 39 063), а середній дохід на одну сім'ю — 53 139 доларів (медіана — 45 313). Медіана доходів становила 42 750 доларів для чоловіків та 32 778 доларів для жінок. За межею бідності перебувало 25,4 % осіб, у тому числі 39,0 % дітей у віці до 18 років та 5,3 % осіб у віці 65 років та старших.
Цивільне працевлаштоване населення становило 117 осіб. Основні галузі зайнятості: роздрібна торгівля — 24,8 %, виробництво — 17,1 %, освіта, охорона здоров'я та соціальна допомога — 15,4 %.